# Spettroscopia a campo integrale

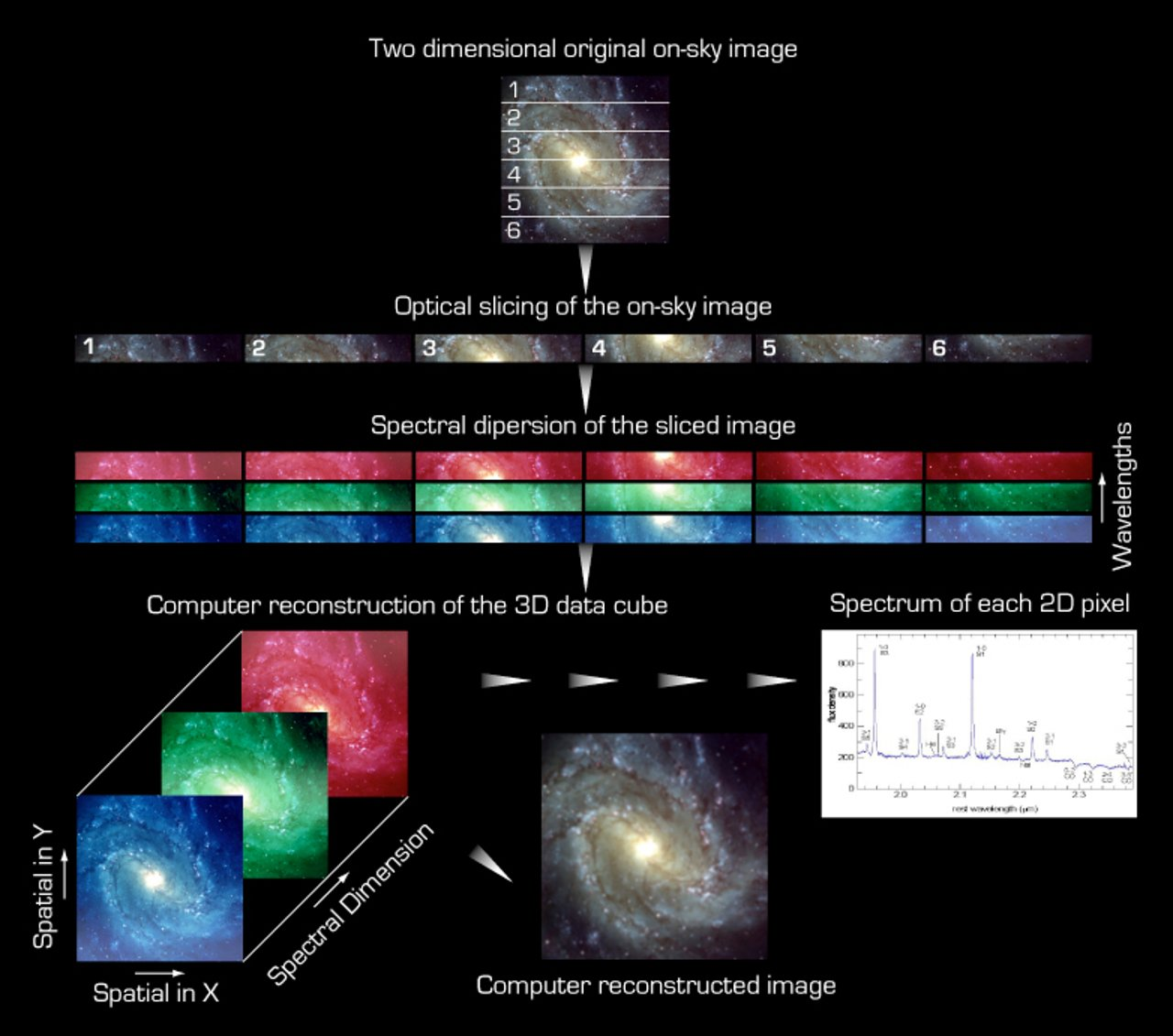
Principio di base dello spettrografo a campo integrale. L'immagine del piano focale del telescopio è sezionata mediante una serie di specchi, ciascuno dei quali dirige la luce verso un elemento disperdente per riprodurre uno spettro a lunga fenditura di ogni segmento (slice) su un rilevatore. L'elaborazione della pipeline quindi ricompone gli spettri in un datacube (matrice di dati) tridimensionale costituito da immagini della sorgente ad ogni lunghezza d'onda.

La spettroscopia a campo integrale (IFS, Integral Field Spectroscopy) è una tecnica spettroscopica che consente di scomporre un'immagine astronomica nelle sue dimensioni spaziali (ascensione retta e declinazione) e la sua dimensione spettrale (la lunghezza d'onda) segmentandola e successivamente disperdendo tali sezioni (usualmente a porzioni rettangolari) con uno spettrografo al fine di ottenere dettagliate informazioni spettroscopiche dell'oggetto astronomico osservato.
La luce ottenuta da oggetti spaziali discreti del campo visivo viene dispersa mediante rifrazione e viene acquisita un'immagine della sorgente ad ogni lunghezza d'onda e (equivalentemente) viene catturato un spettro per ogni punto nello spazio.
Questa tecnica fornisce un notevole insieme di dati che permette di studiare le caratteristiche di un'ampia varietà di fonti astronomiche incluse galassie, nebulose e campi stellari affollati consentendo di produrre efficienti mappe spaziali di grandezze spettroscopiche quali la cinematica stellare, il movimento dei gas galattici o le distanze relative tra le galassie presenti nel medesimo campo visivo. Le IFU sono ampiamente utilizzate nel telerilevamento terrestre e, più specificamente, per le previsioni meteorologiche e nel monitoraggio dei disastri naturali e dei cambiamenti climatici.
Inoltre, le unità a campo integrale IFU (l'hardware che segmenta il piano focale prima di inviarlo allo spettrografo) sopperiscono ad alcuni limiti della spettroscopia semplice e riducono la necessità di complicate procedure di acquisizione dell'oggetto celeste e forniscono una stima migliore delle strutture estese, in primo piano e sullo sfondo che circondano l'oggetto di interesse astrofisico (ad esempio una galassia sullo sfondo di un oggetto interessato dallo studio).
La IFS sopperisce ad alcuni svantaggi tipici della spettroscopia tradizionale a fenditura lunga. Questi includono l'uso inadeguato della luce incidente quando l'oggetto è esteso, intrinsecamente o a causa della scarsa visibilità e quindi di un basso contrasto, e risente di perdite di fenditura dipendenti dalla lunghezza d'onda dovute alla rifrazione atmosferica differenziale (DAR). In questi casi, si rende indispensabile la capacità di campionare uno spettro da entrambi gli estremi spaziali di un oggetto esteso. Questo non può essere fatto con una lunga fenditura (eccetto ruotando il telescopio e registrando esposizioni separate per ogni posizione e facendo avanzare la fenditura attraverso il bersaglio, assolutamente inefficiente in termini di tempo); da qui la necessità della IFS.
Fondamentalmente gli strumenti IFS sono ottimizzati per l'uso nel rosso ottico e nel vicino infrarosso, a causa di una serie di fattori e limiti tecnici. In primo luogo, è attualmente difficile produrre una fibra ottica (utilizzata nella progettazione delle IFS) che trasmette la luce blu, a più alta frequenza, in modo efficiente; in secondo luogo, perché la tecnica di taglio delle immagini utilizza solo specchi che sono intrinsecamente acromatici e possono essere facilmente raffreddati, adatti quindi all'infrarosso. Inoltre, l'attuale tecnologia di ottica attiva è più efficiente a lunghezze d'onda più lunghe, uno dei motivi per cui i grandi telescopi ottici moderni vengono ottimizzati prevalentemente per lunghezze d'onda prossime all'infrarosso.

## Principio di funzionamento

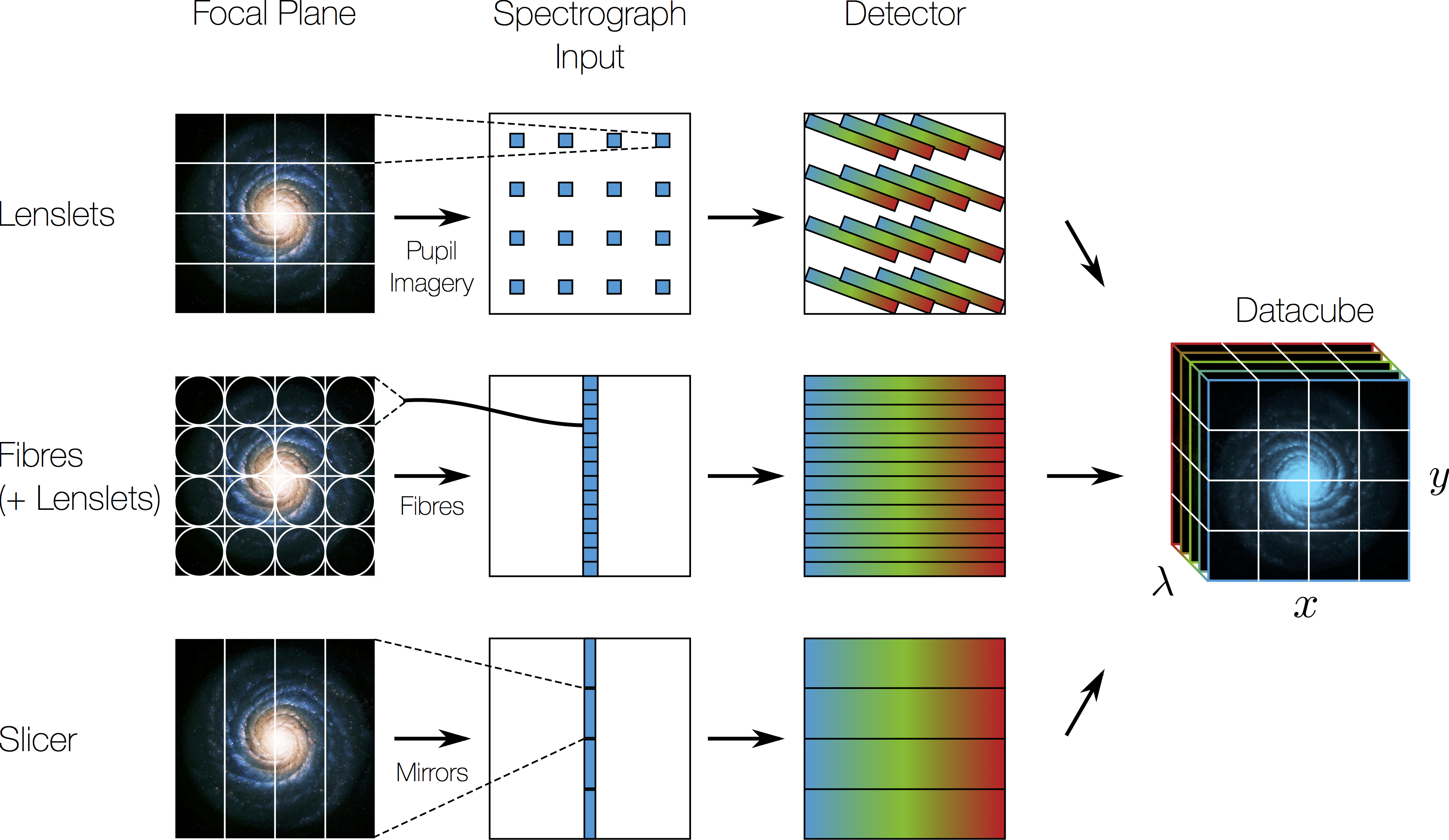
I tre 3 metodi di campionamento mediante IFU di un'immagine astronomica; a matrici di microlenti, fasci di fibre ottiche (con o senza accoppiamento con matrici) e slicer (a sezionamento di immagine)

In una unità IFU, l'immagine sorgente viene segmentata da un circuito ottico dedicato; tali segmenti vengono allineati sul reticolo o prisma di uno spettrografo e successivamente campionati singolarmente sino a comporre una matrice di dati nella quale sono rappresentate le dimensioni spaziali e la dimensione spettrale dell'oggetto astronomico osservato. Queste matrici o cubi di dati 3D (Datacube) possono essere utilizzati per studiare sorgenti la cui composizione e la densità chimica è sensibilmente variabile nello spazio, come la cinematica dei gas, la cinematica stellare, regioni H II, evoluzioni galattiche ad alto redshift, composizione chimica, aree ionizzate e più in generale, oggetti lontani.

### Tipologie di unità a campo integrale
Uno spettrografo a campo integrale è costituito da due componenti: uno spettrografo e una unità di campo integrale (IFU), preposta a campionare l'immagine entrante in una sequenza di blocchi consecutivi di dati che definiscono le coordinate spaziali dei singoli punti. I blocchi di dati sono successivamente elaborati dall'unità spettrografica. Le IFU si distinguono in base al metodo di campionamento:

#### IFU a matrice di microlenti (Lenset Array)
Le IFU basate su tecnica a matrice di microlenti (Lenslet Array) sezionano l'immagine astronomica ed utilizzano delle microlenti per ingrandire ulteriormente ogni singolo punto. Il segnale uscente da ciascuna lente viene in seguito diffratto e campionato da un rilevatore. I sistemi a matrice di lenti hanno il vantaggio di avere un elevato fattore di riempimento ma sono in grado di campionare un breve intervallo di lunghezza d'onda, per evitare sovrapposizioni di spettri provenienti da regioni spaziali contigue. Tra gli strumenti che usano la tecnologia di Array Lenset vi è lo strumento TIGER del telescopio CFH, primo strumento ad usare tale tecnologia, e il SAURON dell'Isaac Newton Telescope. 

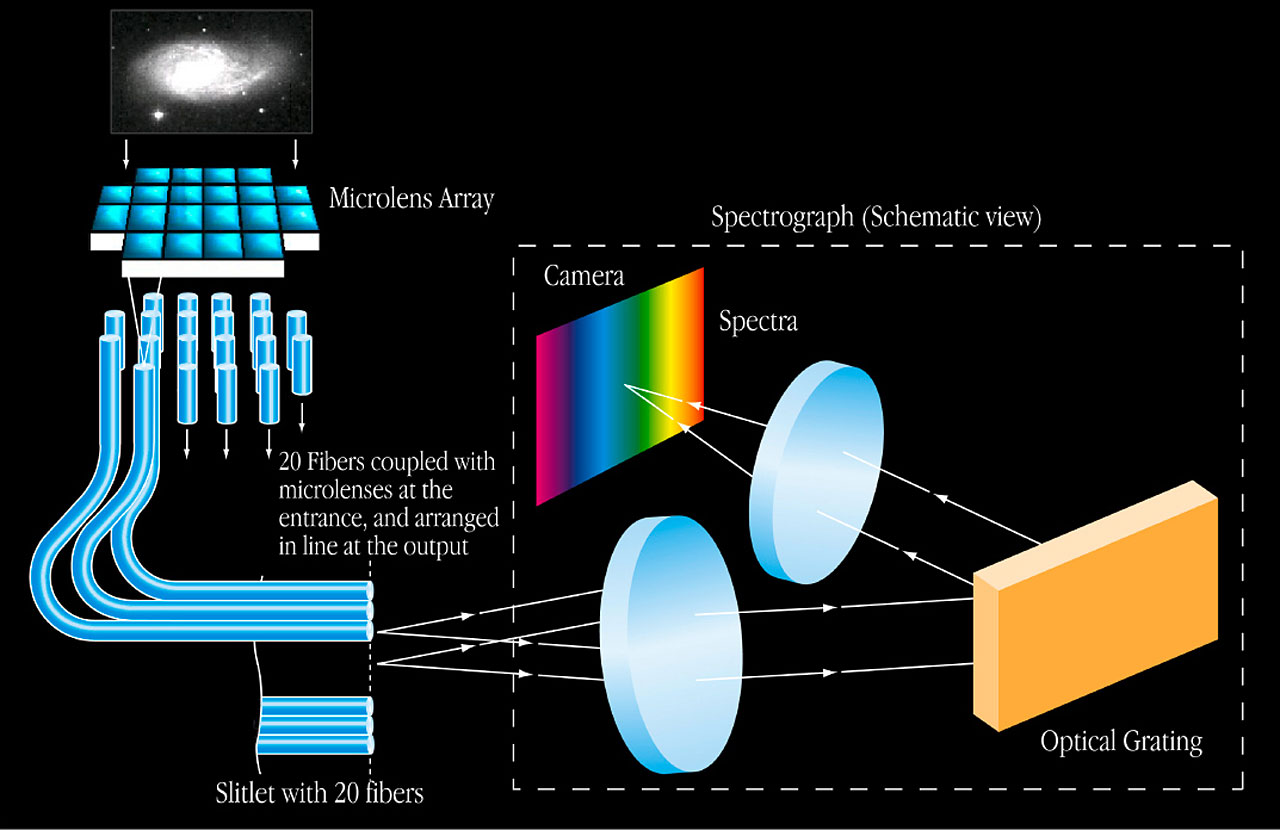
Schema di una IFU a microlenti con fibra ottica

#### IFU in fibra (con o senza microlenti)
Le unità a campo integrale a fibre utilizzano fasci di fibre ottiche per trasferire i dati dell'immagine da campionare dal piano focale del telescopio allo spettrografo. Il principale vantaggio di questa tecnica è che lo spettrografo può essere disaccoppiato dal telescopio, per cui vi sono minori vincoli legati alla progettazione, al peso ed alla rigidità del sistema, La tecnica a fibre è particolarmente indicata per effettuare misure di alta precisione delle velocità radiali (ricerca esoplanetaria). Le IFU in fibra possono anche contenere da centinaia a migliaia di singole linee. Uno svantaggio rispetto alle altre tecniche consiste in un fattore di riempimento minore a causa del numero finito e limitato delle fibre e della perdita di informazioni dovute alla forma circolare del cavo in fibra. Inoltre le proprietà trasmissive delle fibra ottica limitano l'intervallo di lunghezze d'onda che è possibile campionare. Tra gli strumenti ed indagini che utilizzano le IFU a fibra vi sono il MaNGA per la Sloan Digital Sky Survey IV, VIMOS installato sul VLT, INTEGRAL sul telescopio Herschel e HARPS installato sul telescopio da 3.6 metri dell'ESO.

#### IFU Image Slicer
La tecnica utilizzata in queste IFU, più recente rispetto alle altre, è ottimale in ambienti spaziali e criogenici e utilizza un sistema di specchi acromatici rettangolari per suddividere (slicer) l'immagine in tanti segmenti (slice) contigui riducendo al minimo la dispersione ottica. La tecnica di image slicer è attualmente limitata a frequenze prossime all'infrarosso. Tra gli strumenti che utilizzano le IFU di tipo Image slicer vi sono il NIFS del telescopio Gemini Nord, il SINFONI presso il VLT, il MIRI ed il NIRSpec installati sul telescopio James Webb. Le unità di tipo Image Slicer non possono essere implementate su sistemi a lungo percorso e devono essere collocate adiacenti agli elementi disperdenti dello spettrografo

## Datacubee spettroscopia 3D

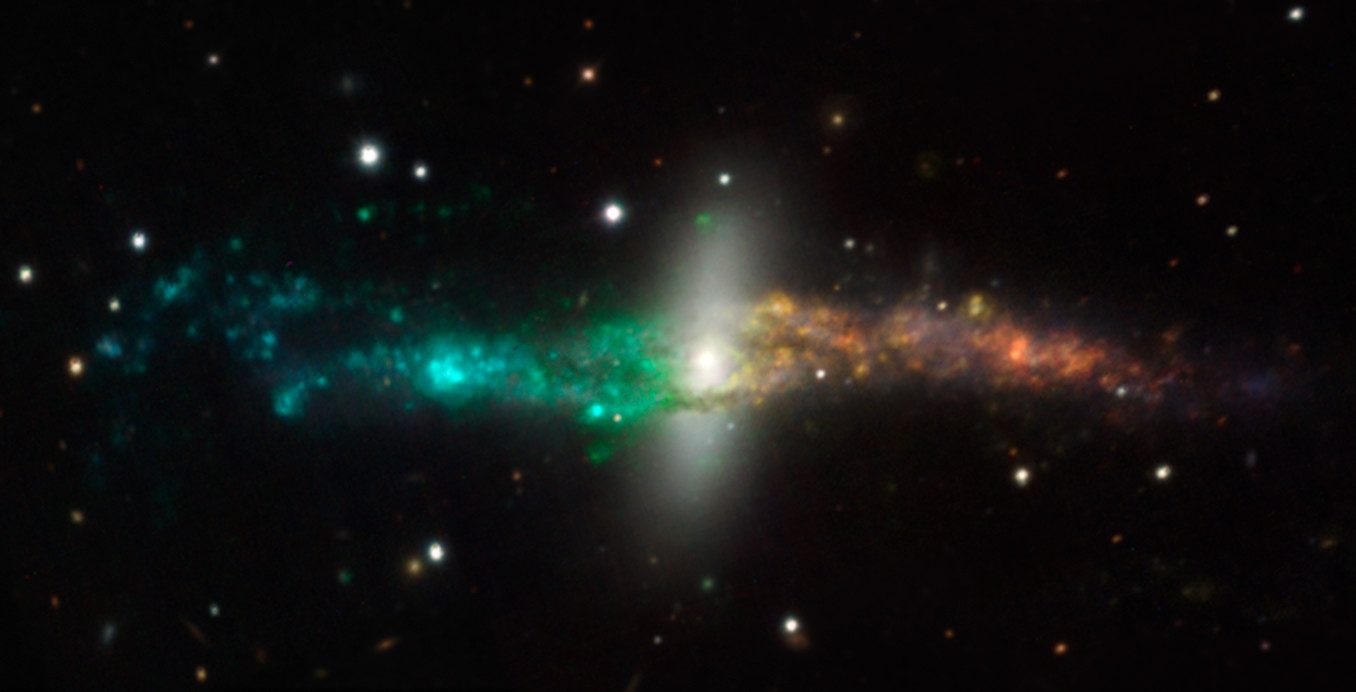
Immagine composita di NGC 4650A, una galassia ad anello polare distante 130 milioni di a.l. La terza dimensione (profondità) è ricavata dallo spettrografo, che divide la luce nei suoi diversi colori o lunghezze d'onda

La spettroscopia 3D studia spettroscopicamente oggetti celesti osservati su un campo visivo bidimensionale. Le osservazioni producono una matrice di dati (Datacube) in tre dimensioni: due assi spaziali (X, Y o AR e Dec) ed uno spettrale (?).

La spettroscopia a campo integrale è un tipo di spettroscopia 3D in cui tutti i dati sono ottenuti simultaneamente senza necessità di ulteriori osservazioni, diversamente da altri metodi, come l'interferometria Fabry-Perot (FPI) o la spettroscopia in trasformata di Fourier (IFTS) che utilizzano il dominio del tempo per ricavare la lunghezza d'onda (corrispondente al colore). Questo li rende potenzialmente sensibili alle variazioni intrinseche dello strumento osservativo (come variazioni di temperatura o instabilità meccaniche) o alle variazioni meteorologiche, ma nel contempo consentono di coprire un ampio campo visivo con un solo puntamento. Al contrario, la spettroscopia a campo integrale (IFS) codifica tutte le informazioni spettrali e spaziali nella singola unità di tempo, convertendo la lunghezza d'onda del segnale (l'intensità del colore osservato di ogni singolo punto) in una dimensione spaziale.

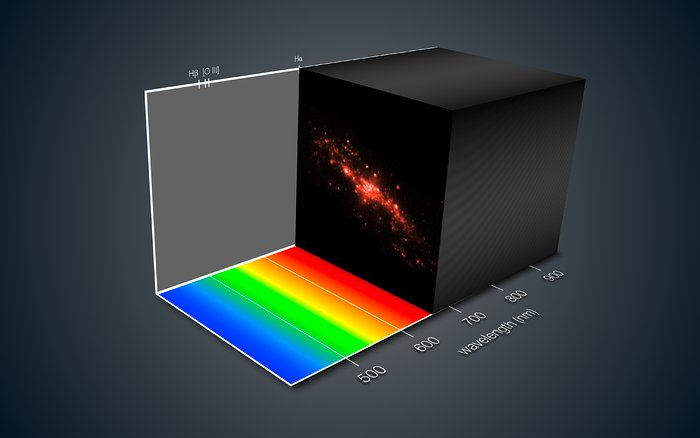
Datacube ottenuto con lo strumento MUSE sul Very Large Telescope dell'ESO della galassia NGC 4650A

Mediante la IFS, il segnale di ogni cella o pixel del campo visivo viene inviato ad uno spettrografo, che quindi 
genera uno spettro per ogni singolo pixel. Gli spettri risultanti sono disposti in un datacube (matrice di dati) software (vedi fig. a sx) che contiene l'immagine campionata a 2D più la terza dimensione ricavata dallo spettrografo, che scompone la luce nei suoi diversi colori o lunghezze d'onda (vedi fig. a dx).
Il primo utilizzo di una IFU fu effettuato nel 1987 con lo strumento TIGER installato sul telescopio Canada-Francia-Hawaii (CFHT) di 3,6 metri sul monte Mauna Kea, Hawaii.